# Émile Verhaeren
Émile Verhaeren (Sint-Amands, Bèlgica, 21 de maig del 1855 - Rouen, França, 27 de novembre del 1916) va ser un poeta en llengua francesa d'origen flamenc, i un dels principals fundadors del modernisme. Va aprendre el francès de la seva família i el dialecte neerlandès de la seva localitat de manera natural (aleshores a Bèlgica no s'ensenyava el neerlandès a les escoles) però va perdre el contacte amb aquest quan, als 10 anys, el van enviar a un internat jesuïta a Gant.
Inicialment se l'ubicà dins el naturalisme, però com a poeta se'l considerà més aviat modernista i místic. Marie Gevers, una altra autora flamenca que escrigué en llengua francesa, el va conèixer per mitjà de la seva neboda, i fou animada per Verhaeren en els seus esforços literaris. Ambdós es feren famosos i les seves obres van ser traduïdes a d'altres idiomes. La seva obra España negra, traduïda i il·lustrada pel seu amic Dario de Regoyos, es publicà a Barcelona (1898).

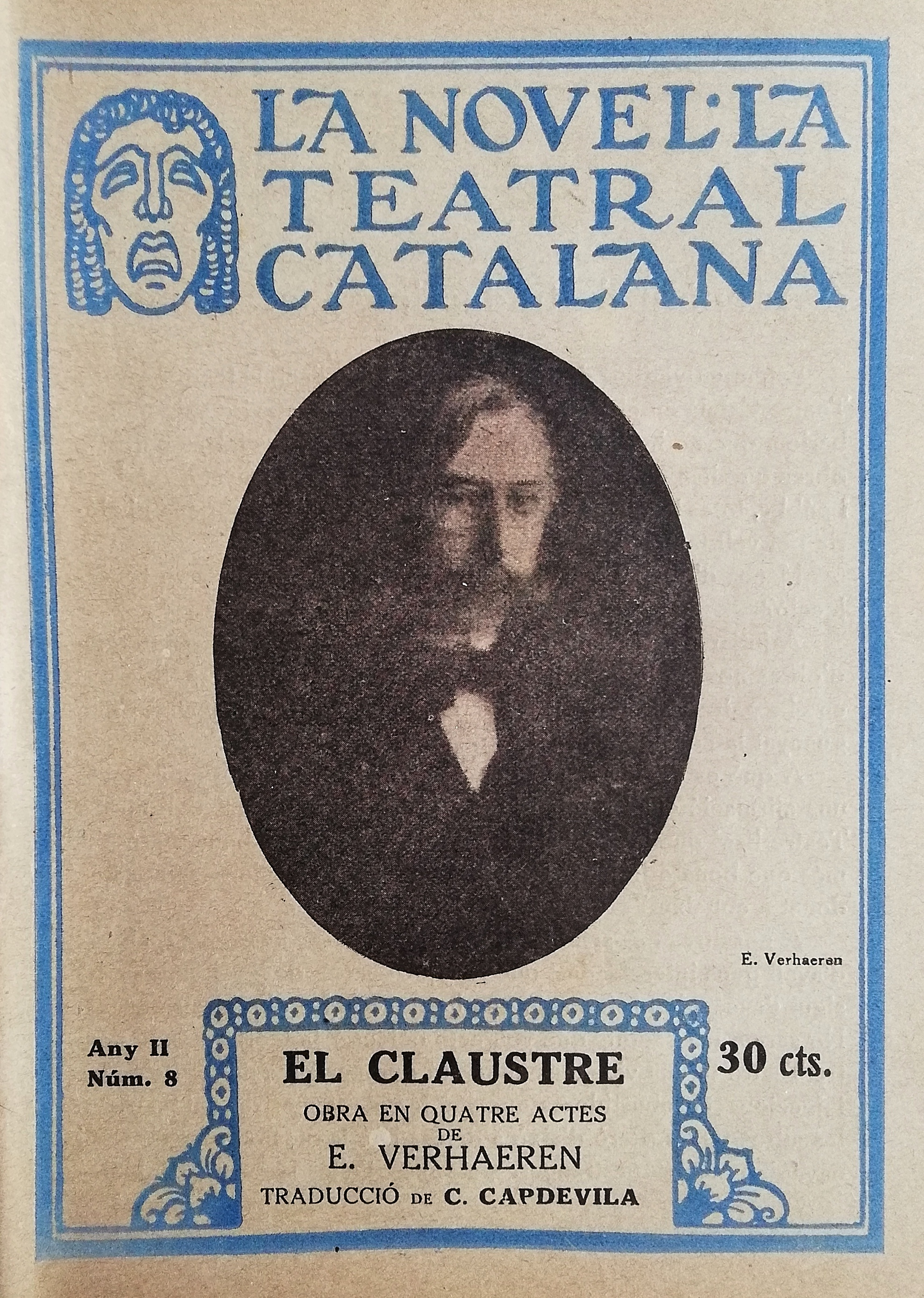
El Claustre (Le Cloître), drama en quatre actes d'Émile Verhaeren. Traducció catalana de Carles Capdevila, publicada a Barcelona per la col·lecció La Novel·la Teatral Catalana l'any 1919

El museu Émile Verhaeren es troba a Sint-Amands, província d'Anvers, localitat on Verhaeren nasqué.